# Bismack Biyombo
Bismack Biyombo Sumba (Lubumbashi, Alto Catanga, 28 de agosto de 1992) é um congolês jogador profissional de basquete que atualmente joga pelo Phoenix Suns na National Basketball Association (NBA).
Antes de ir para a NBA, ele jogou na Liga ACB pelo Fuenlabrada. Ele foi selecionado pelo Sacramento Kings como a 7ª escolha geral no Draft da NBA de 2011 e foi posteriormente negociado para o Charlotte Bobcats na mesma noite. Ele também jogou pelo Toronto Raptors e pelo Orlando Magic.

## Primeiro anos
Biyombo nasceu em Lubumbashi, Congo, filho de François e Françoise Biyombo, junto com seus três irmãos, Billy, Biska e Bikim, e três irmãs, Bimeline, Bikelene e Bimela.
Ele foi descoberto pelo técnico Mário Palma aos 16 anos em um torneio juvenil no Iêmen. Seu jogo impressionou Palma e lhe valeu a oportunidade de treinar na Espanha.
Biyombo começou a temporada de 2009-10 com o Fuenlabrada-Getafe Madrid da EBA antes de se mudar para o CB Illescas da Terceira Divisão Espanhola. Ele também começou a temporada de 2010-11 com o CB Illescas antes de se mudar para o Fuenlabrada da Liga ACB em janeiro de 2011.

## Carreira profissional

### Fuenlabrada (2011)
Biyombo fez sua estreia na Liga ACB pelo Fuenlabrada contra o DKV Joventut em 9 de janeiro de 2011, marcando 5 pontos e 7 rebotes em pouco mais de 13 minutos de jogo. Na derrota apertada para o Real Madrid, ele registrou 6 pontos e 3 bloqueios, um deles contra o ex-MVP da Liga Espanhola e jogador da seleção espanhola, Felipe Reyes.
No Nike Hoops Summit de 2011, Biyombo participou do World Select Team (contra o USA Select Team), e registrou um triplo duplo com 12 pontos, 11 rebotes e 10 bloqueios. Foi o primeiro triplo-duplo registrado na história do jogo.

### Charlotte Bobcats / Hornets (2011–2015)
Biyombo foi selecionado pelo Sacramento Kings como a 7ª escolha geral no Draft da NBA de 2011, mas seus direitos foram posteriormente negociados para o Charlotte Bobcats na mesma noite. Em 19 de dezembro de 2011, Biyombo assinou um contrato de vários anos com os Bobcats. Depois de obter uma média de cinco pontos por jogo nas duas primeiras temporadas com Charlotte, os minutos de Biyombo e a produção subsequente caíram drasticamente na temporada de 2013-14, quando ele caiu em desgraça com o técnico Steve Clifford, com uma média de apenas 2,9 pontos em 13,9 minutos por jogo.
Embora tenha tido uma queda em 2013-14, Biyombo começou a temporada de 2014-15 em muito melhor forma, apesar de ter perdido sete dos primeiros oito jogos da temporada, em grande parte devido à aquisição de Jason Maxiell. Com a lesão no final de dezembro do pivô Al Jefferson, Biyombo foi colocado no time titular. Em 30 de junho de 2015, os Hornets decidiram não fazer uma oferta de qualificação a Biyombo, tornando-o um agente livre irrestrito.

### Toronto Raptors (2015–2016)
Em 18 de julho de 2015, Biyombo assinou um contrato de dois anos e $ 5,7 milhões com o Toronto Raptors.
Ele fez sua estreia pelos Raptors na abertura da temporada do time contra o Indiana Pacers em 28 de outubro, registrando 7 pontos e 5 rebotes em uma vitória por 106-99. Biyombo foi titular em 18 jogos consecutivos entre meados de novembro e final de dezembro, enquanto Jonas Valančiūnas se recuperava de uma fratura na mão. Em 17 de dezembro, ele registrou 8 pontos, 18 rebotes e 7 bloqueios na derrota para o Charlotte Hornets. Cinco dias depois, ele registrou 9 pontos e 20 rebotes na vitória por 103-99 sobre o Dallas Mavericks.
Biyombo voltou ao banco no dia 30 de dezembro. Ele voltou ao time titular em meados de março quando Valančiūnas se machucou novamente. Em 17 de março de 2016, ele registrou 16 pontos e 25 rebotes (recordes da carreira) ao guiar os Raptors para uma vitória por 101-94 na prorrogação sobre o Indiana Pacers. Em 30 de março, ele registrou sete pontos e seis rebotes na vitória por 105-97 sobre o Atlanta Hawks, ajudando os Raptors a registrar uma temporada de 50 vitórias pela primeira vez na história da franquia.
Os Raptors terminaram a temporada regular como a segunda melhor campanha da Conferência Leste com um recorde de 56–26. Na primeira rodada dos playoffs, os Raptors enfrentaram o Indiana Pacers, e em uma vitória no jogo 5 em 26 de abril, Biyombo registrou 10 pontos e 16 rebotes para ajudar os Raptors a assumir a liderança de 3-2 na série. Os Raptors venceram a série por 4-3, passando para a segunda rodada, onde enfrentou o Miami Heat. No Jogo 7 da série contra o Heat, Biyombo registrou 17 pontos e 16 rebotes na vitória por 116-89, ajudando os Raptors a avançar para as finais da conferência pela primeira vez na história da franquia. No Jogo 3 das finais da conferência contra o Cleveland Cavaliers, Biyombo estabeleceu um recorde de Toronto em playoffs com 26 rebotes, ajudando a equipe a reduzir a vantagem dos Cavaliers na série para 2–1. Os Raptors acabaram perdendo a série em seis jogos.
Depois de recusar sua opção de jogador de $ 2,9 milhões para a temporada de 2016–17, Biyombo se tornou um agente livre irrestrito em 7 de junho de 2016. Ele revelou mais tarde que desejava assinar novamente com os Raptors, mas com a recontratação de DeMar DeRozan, os Raptors não tinham espaço no teto salarial para tornar isso possível.

### Orlando Magic (2016–2018)
Em 7 de julho de 2016, Biyombo assinou um contrato de quatro anos e $ 72 milhões com o Orlando Magic. 
Depois de exceder o limite de faltas flagrantes durante os playoffs de 2016, Biyombo foi forçado a cumprir uma suspensão de um jogo imposta pela NBA no começo da temporada de 2016-17. Ele fez sua estreia pelo Magic no segundo jogo do time da temporada em 28 de outubro, marcando dois pontos em pouco menos de 23 minutos em uma derrota por 108-82 para o Detroit Pistons. Em 16 de janeiro de 2017, ele marcou 15 pontos, a melhor marca da temporada, contra o Denver Nuggets. Ele empatou a marca em 11 de fevereiro, marcando 15 pontos contra o Dallas Mavericks. Em 5 de março, ele obteve 15 rebotes, a melhor marca da temporada, contra o Washington Wizards.
Em 1º de janeiro de 2018, Biyombo registrou 13 pontos e 17 rebotes, recorde da temporada, na derrota por 98-95 para o Brooklyn Nets. Em 12 de janeiro de 2018, ele marcou o recorde de sua carreira, 21 pontos, na derrota por 125–119 para o Washington Wizards. Em 4 de abril de 2018, ele registrou 12 pontos, 12 rebotes e cinco assistências, o recorde de sua carreira, na vitória de 105-100 sobre o Dallas Mavericks.

### Volta para Charlotte (2018–Presente)
Em 7 de julho de 2018, Biyombo foi negociado de volta para o Charlotte Hornets em um acordo de três equipes. Em 5 de janeiro de 2019, ele marcou 16 pontos na derrota por 123-110 para o Denver Nuggets. Em 19 de janeiro, ele registrou 11 pontos e 13 rebotes em uma vitória por 135-155 sobre o Phoenix Suns.
Em 28 de novembro de 2019, Biyombo registrou 19 pontos e 9 rebotes em uma vitória por 102-101 sobre o Detroit Pistons. Em 15 de dezembro de 2019, ele registrou 11 pontos e 17 rebotes em uma derrota por 107-85 para o Indiana Pacers.

## Estatísticas

### NBA

#### Temporada regular
| Ano      | Equipe    | PJ  | PT  | MPJ  | AP   | 3P   | LL   | RT  | AS  | BR  | TO  | PPJ |
| -------- | --------- | --- | --- | ---- | ---- | ---- | ---- | --- | --- | --- | --- | --- |
| 2011–12  | Charlotte | 63  | 41  | 23.1 | .464 | .000 | .483 | 5.8 | .4  | .3  | 1.8 | 5.2 |
| 2012–13  | Charlotte | 80  | 65  | 27.3 | .451 | .000 | .521 | 7.3 | .4  | .4  | 1.8 | 4.8 |
| 2013–14  | Charlotte | 77  | 9   | 13.9 | .611 | .000 | .517 | 4.8 | .1  | .1  | 1.1 | 2.9 |
| 2014–15  | Charlotte | 64  | 21  | 19.4 | .543 | .000 | .583 | 6.4 | .3  | .3  | 1.5 | 4.8 |
| 2015–16  | Toronto   | 82  | 22  | 22.0 | .542 | .000 | .628 | 8.0 | .4  | .2  | 1.6 | 5.5 |
| 2016–17  | Orlando   | 81  | 27  | 22.1 | .526 | .000 | .534 | 7.0 | .9  | .3  | 1.1 | 6.0 |
| 2017–18  | Orlando   | 82  | 25  | 18.2 | .520 | .000 | .534 | 5.7 | .8  | .3  | 1.2 | 5.7 |
| 2018–19  | Charlotte | 54  | 32  | 14.5 | .571 | -    | .637 | 4.6 | .6  | .2  | .8  | 4.4 |
| 2019–20  | Charlotte | 53  | 29  | 19.4 | .543 | -    | .603 | 5.8 | .9  | .2  | .9  | 7.4 |
| Carreira | Carreira  | 636 | 271 | 19.9 | .530 | .000 | .559 | 6.1 | 0.5 | 0.2 | 1.3 | 5.1 |

#### Playoffs
| Ano      | Equipe    | PJ | PT | MPJ  | AP   | 3P   | LL   | RT  | AS  | BR  | TO  | PPJ |
| -------- | --------- | -- | -- | ---- | ---- | ---- | ---- | --- | --- | --- | --- | --- |
| 2014     | Charlotte | 3  | 1  | 16.0 | .600 | .000 | .333 | 3.7 | .3  | .0  | .7  | 2.7 |
| 2016     | Toronto   | 20 | 10 | 25.3 | .580 | .000 | .597 | 9.4 | .4  | .4  | 1.4 | 6.2 |
| Carreira | Carreira  | 23 | 11 | 20.6 | .590 | .000 | .464 | 6.5 | 0.3 | 0.2 | 1.0 | 4.4 |

Fonte: